# Грань (Минская область)
Грань (бел. Грань) — деревня в Столбцовском районе Минской области Беларуси. Входит в состав Рубежевичского сельсовета.

## История
Деревня состоила из поселения Грань, колонии Смолярня и хутора Грань. Площадь поселения Грань — 150 га. На пике своего развития, т. е. в 1930-е годы, здесь было 15 домов. В Грани проживали польские, белорусские и еврейские семьи.